# Stephansbergham
Stephansbergham ist ein Gemeindeteil des Marktes Geisenhausen im niederbayerischen Landkreis Landshut auf der Gemarkung Bergham.

## Lage
Der aus vier Anwesen bestehende Weiler liegt rund drei Kilometer südöstlich des Zentrums von Geisenhausen. Er ist über die Bundesstraße 299 erreichbar, liegt jedoch etwas abseits dieser Fernstraße.

## Geschichte
Der Ort war ein Teil der Gemeinde Bergham, die am 1. Juli 1972 aufgelöst wurde. Stephansbergham kam wie der überwiegende Teil der Gemeinde zum Markt Geisenhausen.

## Sehenswürdigkeiten
- Die katholische Kirche St. Stephan ist ein spätromanischer Bau des 13. Jahrhunderts. Das spätgotische Chorgewölbe und der Turm wurden im Jahr 1477 fertiggestellt.